# Gajówka Osiek-Włostybory
Gajówka Osiek-Włostybory – osada leśna wsi Osiek-Włostybory w Polsce, położona w województwie mazowieckim, w powiecie sierpeckim, w gminie Zawidz.
W latach 1975–1998 osada administracyjnie należała do województwa płockiego.